# Malörtshärmtrast
Malörtshärmtrast (Oreoscoptes montanus) är en nordamerikansk fågel i familjen härmtrastar inom ordningen tättingar.

## Utseende och läten
Malörtshärmtrasten är en liten (20-23 cm) och enfärgad härmtrast med relativt kort näbb. Fjäderdräkten är svartstreckat gråbrun både ovan och under, med vitspetsad mörk stjärt. Sången är distinkt och vittljudande, en lång ramsa med varierade toner. Lätet beskrivs som ett lågt "chup", liknande eremitskogstrasten.

## Utbredning och systematik
Malörtshärmtrasten förekommer från södra British Columbia i Kanada söderut till östra Kalifornien, centrala Arizona och nordvästra New Mexiko. Vintertid flyttar den till ett område direkt söder om, söderut till centrala Mexiko. Den placeras som enda art i släktet Oreoscoptes och behandlas som monotypisk, det vill säga att den inte delas in i några underarter.

## Levnadssätt
Malörtshärmtrasten förekommer i arida områden med malörtsslätter där den lever av insekter och andra ryggradslösa djur. Äggläggning inleds i april och början av maj och den lägger vanligtvis två kullar. Arten ses vanligen enstaka, men kan samlas i lösa grupper i övervintringsområdet.

## Status och hot
Arten har ett stort utbredningsområde och en stor population, men tros minska i antal, dock inte tillräckligt kraftigt för att den ska betraktas som hotad. Internationella naturvårdsunionen IUCN kategoriserar därför arten som livskraftig (LC).

## Bilder

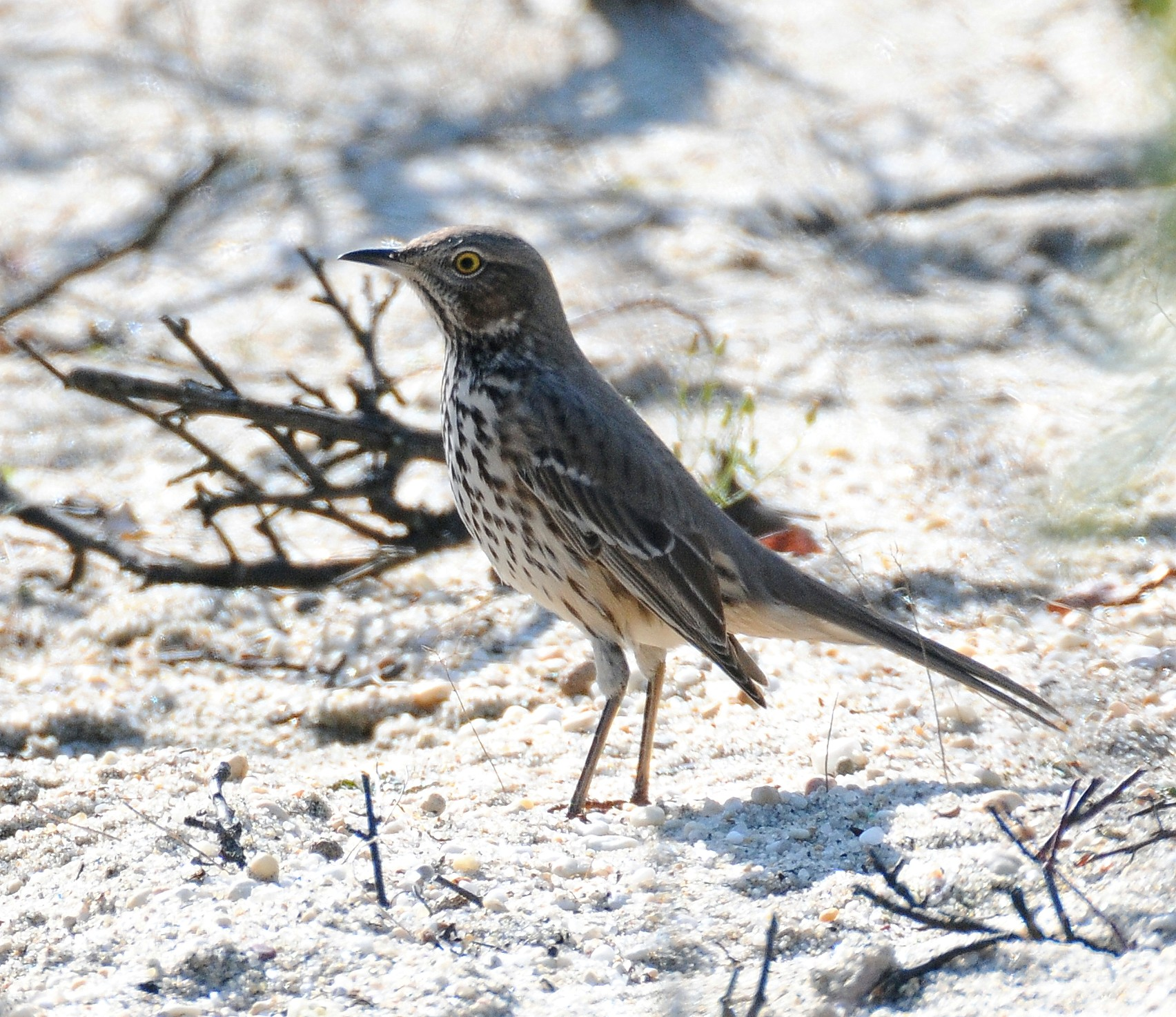
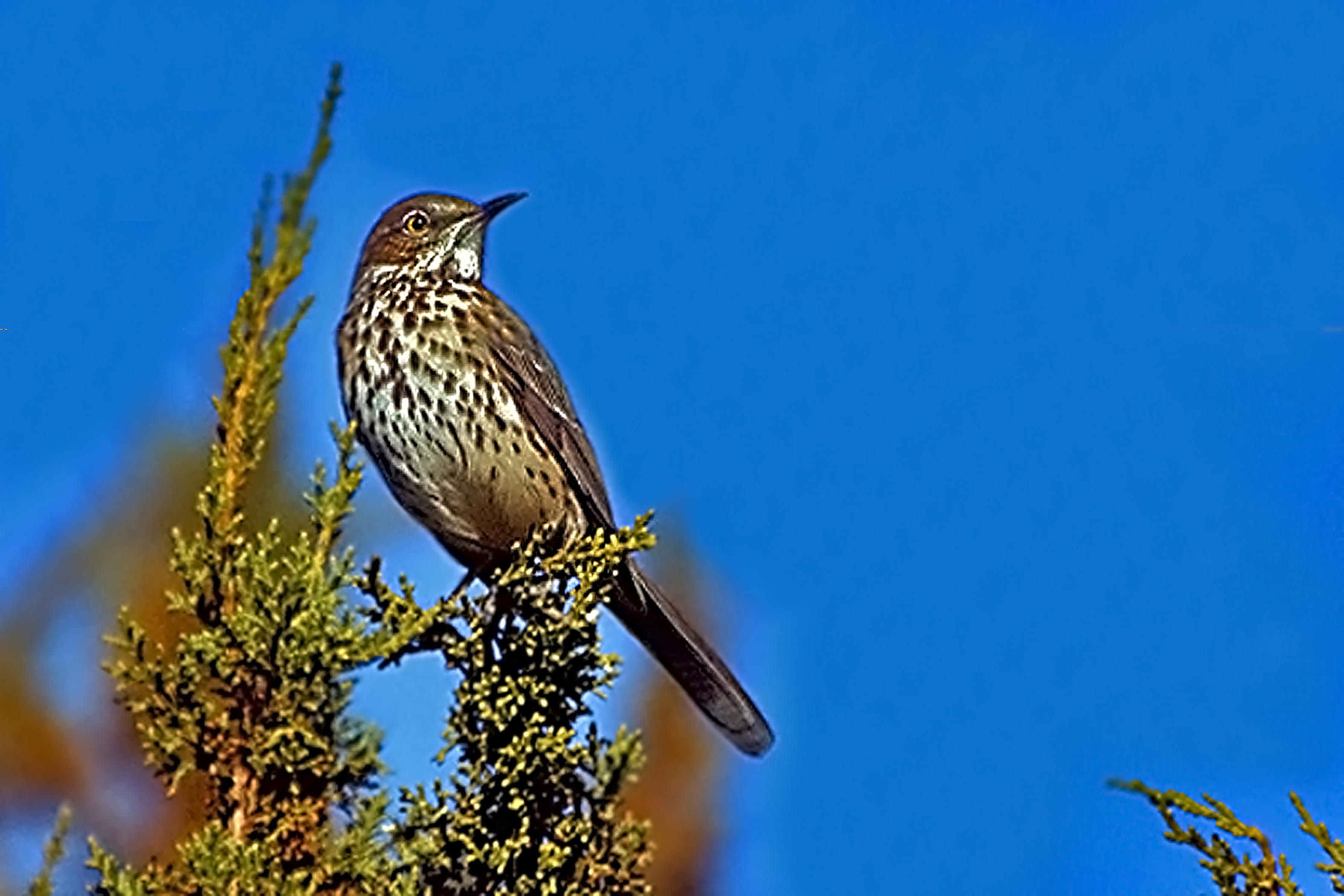
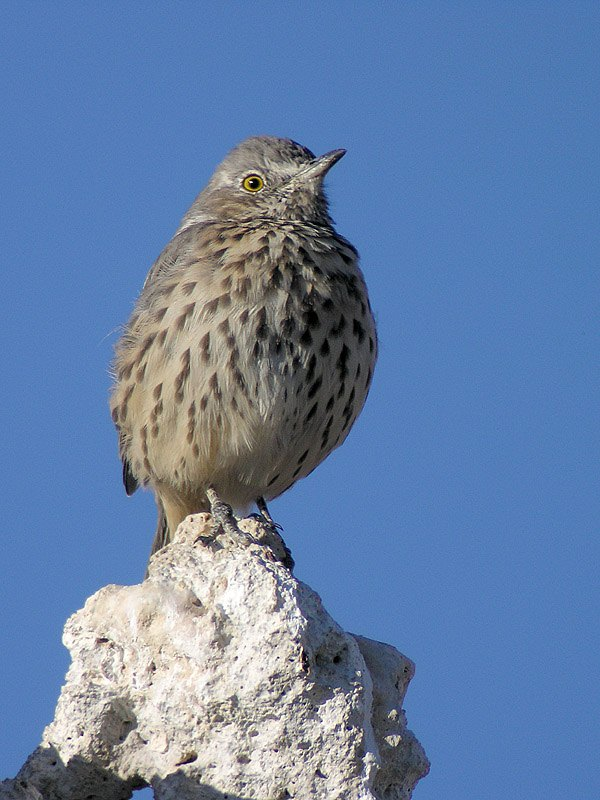
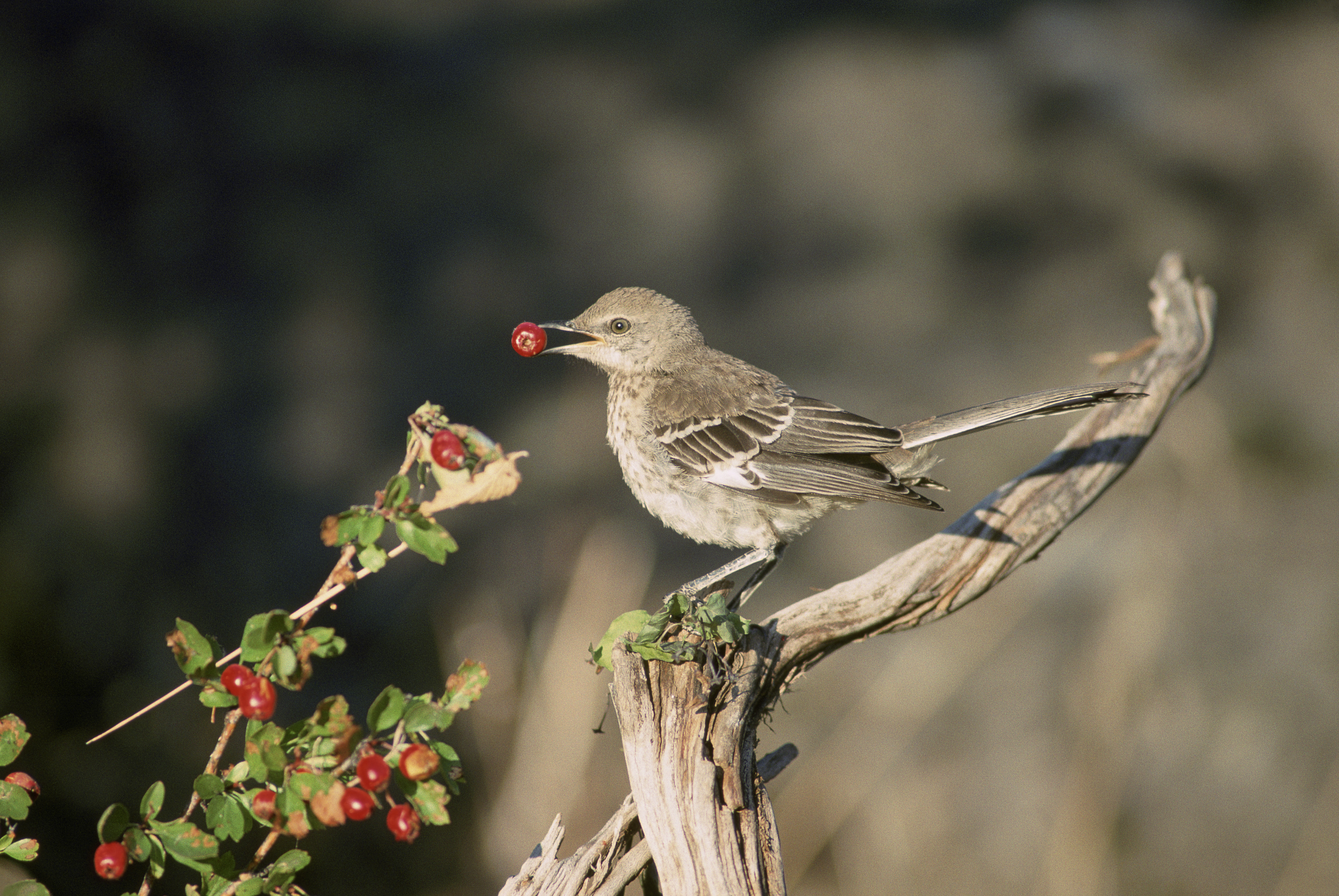